# Vieira Portuense
Pour les articles homonymes, voir Francisco Vieira (homonymie) et Vieira.
Ne pas confondre avec un autre peintre portugais, Francisco Vieira de Matos, mieux connu sous le nom Vieira Lusitanien.
Francisco Vieira, né le 13 mai 1765 à Porto et mort le 2 mai 1805 à Funchal, qui choisit le nom d'artiste Vieira Portuense, est un peintre portugais, un des initiateurs du néo-classicisme dans la peinture portugaise. Il est, dans le style néoclassique, l'un des deux grands peintres portugais de sa génération, avec Domingos Sequeira.

## Biographie
Il est le fils du peintre Domingos Francisco Vieira (mort en 1804), avec qui il fréquente l'atelier de Porto de l'artiste français Jean Pillement. Il s'installe à Lisbonne en 1787 pour prendre des cours de dessin et deux ans plus tard, il part pour Rome, boursier d'un groupe de marchands principalement britanniques de Porto. À Rome, il étudie avec Domenico Corvi et devient membre de l'Accademia di San Luca.
Il voyage à travers l'Italie, l'Allemagne, l'Autriche et l'Angleterre, avant de retourner au Portugal, en 1800. Il rencontre la peintre suisse Angelica Kauffman, dont il semble avoir reçu des influences. Il semble anticiper certains motifs de la peinture romantique dans plusieurs de ses peintures historiques, comme Dona Filipa de Vilhena chevalier de ses fils (1801)
Il contracte la tuberculose, et déménage à Madère, où il meurt, à l'âge de 39 ans.
Il est représenté au Musée National d'Art Ancien, à Lisbonne, et au Musée National Soares dos Reis, à Porto.

## Œuvres

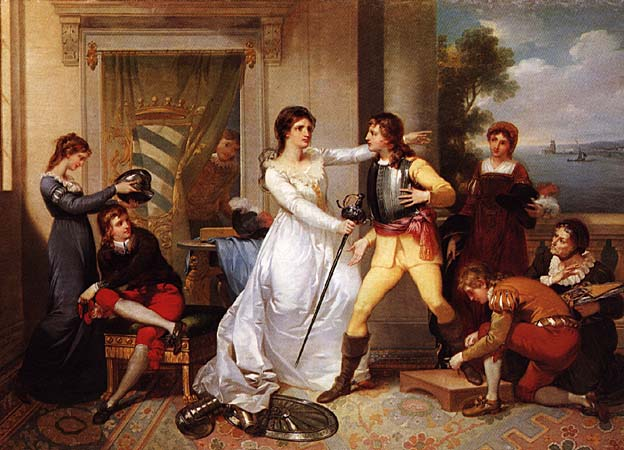
"D. Filipa de Vilhena arma os filhos cavaleiros em 1 de dezembro de 1640" (colecção particulier)
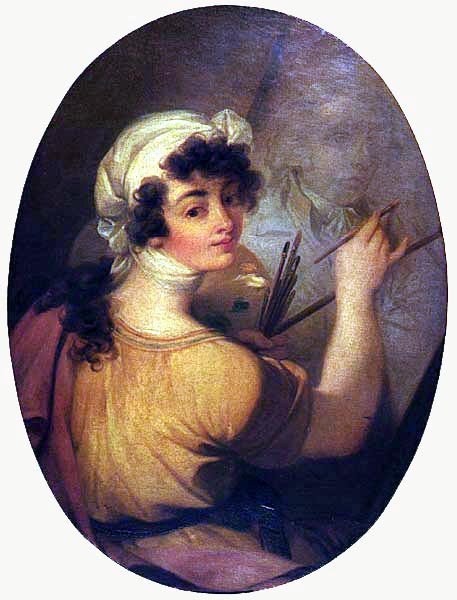
"Alegoria à Pintura" Queluz National Palace
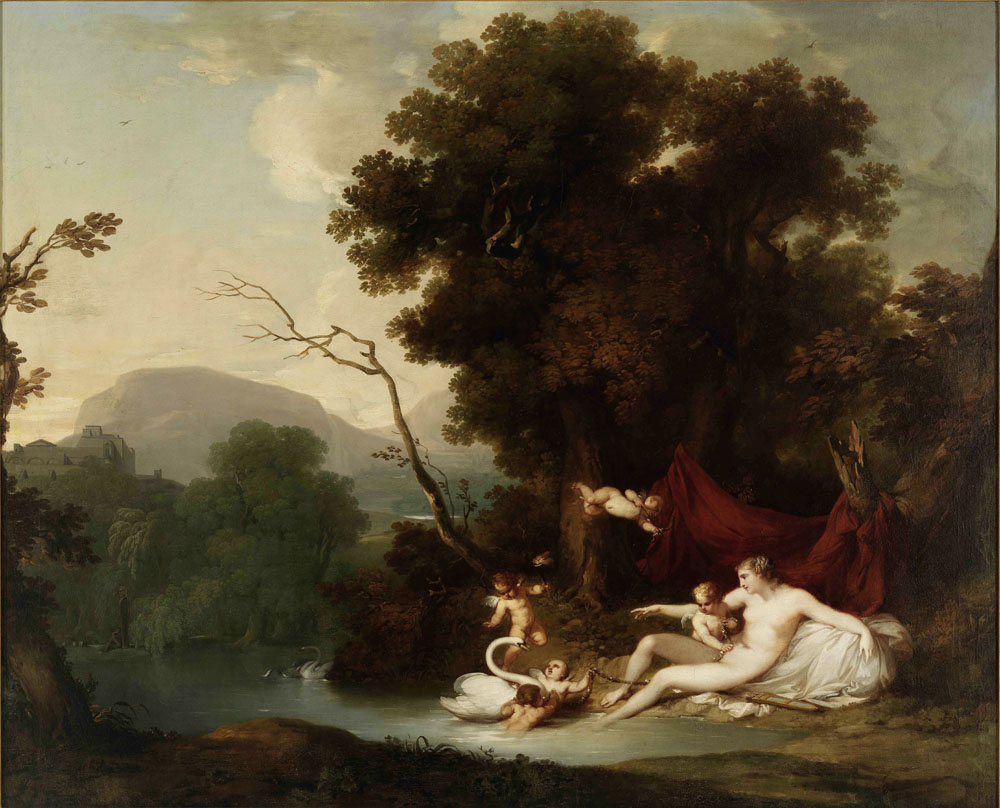
"Léda e o Cisne" Museu Nacional de Arte Antiga
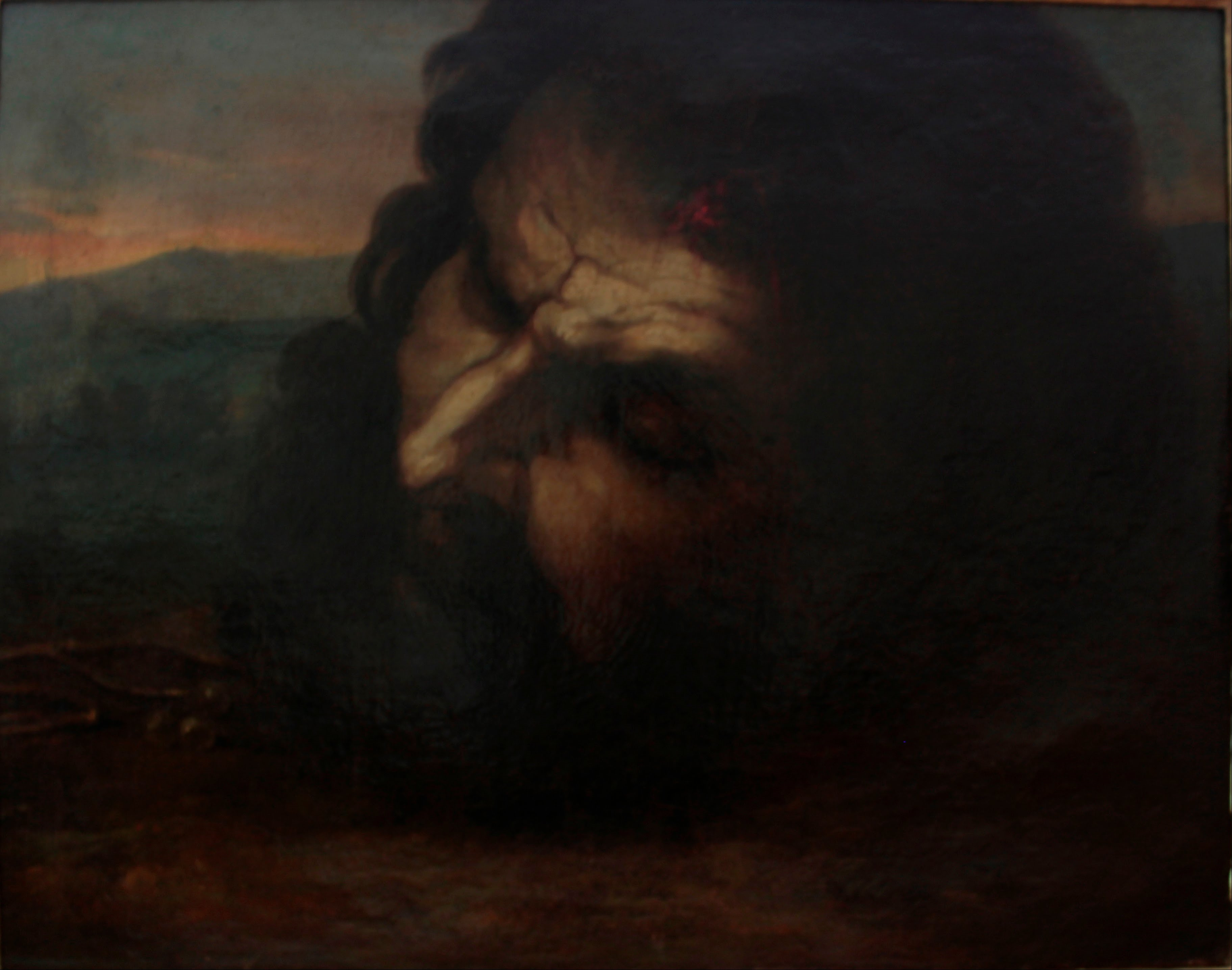
"Cabeça de Golias" Fundação Dionísio Pinheiro e Alice Cardoso Pinheiro
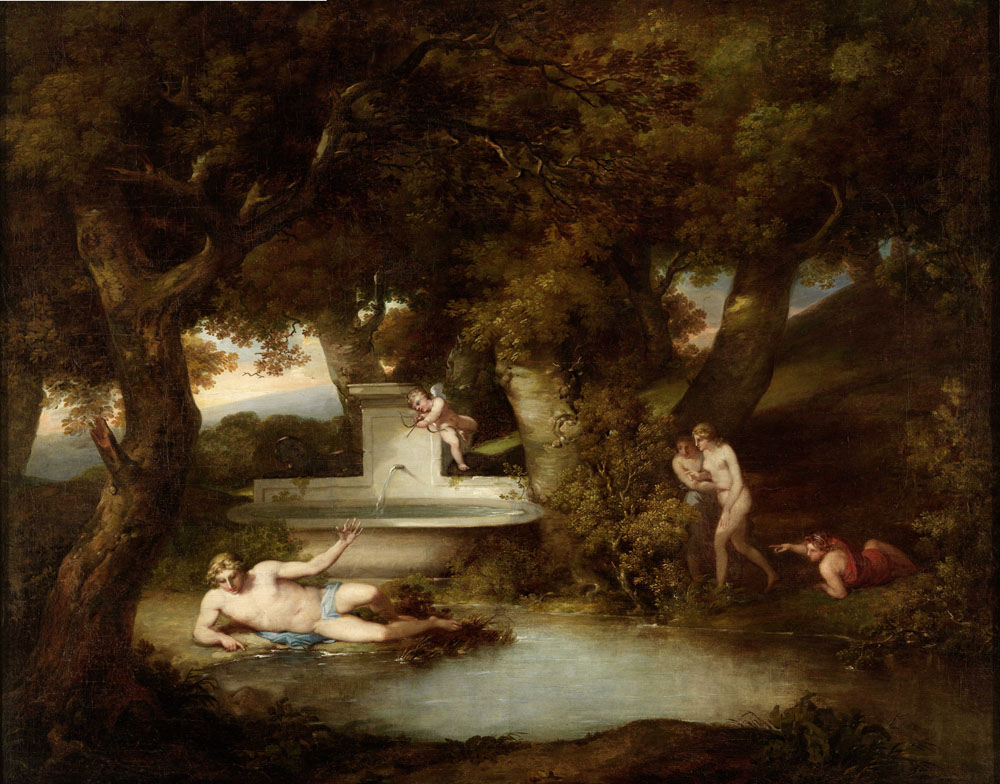
"Narciso na Fonte" Correio-Mor Palais